# Friedrich Heydweiller
Friedrich Jakob Heydweiller (geboren 5. Juli 1778 in Krefeld; gestorben 31. März 1848 in Mannheim) war ein preußischer Landrat.

## Leben
Friedrich Heydweiller, der der evangelisch-reformierten Kirche angehörte, war ein Sohn des Fabrikanten Johann Valentin Heydweiller (1734–1795) und dessen Ehefrau Friederike Wilhelmine Heydweiller, geborene Kall (1748–1818). Vor dem Jahr 1808 heiratete er (in Königsberg?) in Ernestine von Göll (geboren 18. August 1789 in Königsberg; gestorben 20. Januar 1866) die Tochter des preußischen Obristen von Göll und dessen Ehefrau Rosalie von Göll, geborene von Schlichting.
Bis 1807 stand Heydweiller als aktiver Soldat in preußischen Diensten und ließ sich in der Folge nach dem Erwerb eines Gutes unweit Königsberg dort nieder, um dieses bis 1813 auch selbst zu bewirtschaften. Zu Beginn des Jahres 1813 nahm er eine Stelle als expandierender Kalkulator bei dem Ostpreußischen Provinzial-Verpflegungs-Kommissariat an, bevor er im März desselben Jahres in die Geschäftsführung einer Vermögens- und Einkommensteuer-Kommission wechselte, der er bis Oktober 1814 angehören sollte. Im Jahr 1814 legte er auch sein Staatsexamen in Berlin ab.
Nach der Teilnahme an den Befreiungskriegen 1815, die ihn bis nach Frankreich führten, war Heydweiller schließlich Mitarbeiter im Büro des Staatskanzlers Karl August von Hardenberg, ehe ihm zum 1. Mai 1816 die Verwaltung des neu gebildeten Kreises Krefeld übertragen wurde, dem auch seine Geburtsstadt angehörte. Zum 1. Januar 1817 übernahm Heydweiller als seine letzte Dienststation die Verwaltung des Kreises Lennep (Ernennung 16. Januar 1817). Mitte September 1824 trat Heydweiller in den Ruhestand.